# Dioskoros von Aphrodito
Dioskoros von Aphrodito (Flavius Dioscorus, Φλαύϊος Διόσκορος) war ein oströmischer Funktionär, Rechtsanwalt und Dichter im Ägypten des 6. Jahrhunderts.
Dioskoros darf als ein typischer Vertreter der gebildeten „oberen Mittelschicht“ während der ausgehenden Spätantike gelten. Er wurde im ägyptischen Ort Aphrodito geboren; sein Vater Apollos war ein protokometes (Dorfoberhaupt) und wurde später Mönch. Dioskoros genoss eine ausgezeichnete Ausbildung (vermutlich in Alexandria). Spätestens seit 543 war er als Scholastikos tätig; der Name „Flavius“ hatte um diese Zeit eher den Charakter eines Titels und deutet auf eine Position innerhalb der kaiserlichen Reichsadministration hin. Vielleicht – die Papyri sind hier nicht eindeutig – trug Dioskoros den Titel eines vir clarissimus und gehörte mithin dem niedrigsten Rang des Senatorenstandes an. Kurz nach 547 reiste er nach Konstantinopel, wo er bei Kaiser Justinian eine Audienz erhielt. Es ging dabei um das Recht, dass Aphroditopolis die Steuern direkt an die kaiserliche Kasse und nicht an Großgrundbesitzer abführen dürfe; dies war ein Recht, das das Dorf schon erlangt hatte, das ihm aber von den Großgrundbesitzern immer wieder streitig gemacht wurde. Im Jahr 565, kurz vor Justinians Tod, zog Dioskoros nach Antinoupolis, wo er versuchte, als Jurist und Dichter Karriere zu machen. Im Jahr 573 kehrte er in seinen Heimatort zurück, um sich um das Familiengut zu kümmern. Er starb bald nach 585.
Dioskoros ist im Grunde eine wenig bemerkenswerte Gestalt. Bedeutung gewinnt er durch den historischen Zufall, dass sein privates Archiv an Papyrus-Urkunden weitgehend erhalten geblieben ist und im frühen 20. Jahrhundert entdeckt wurde. Es bietet dem Althistoriker wertvolle Einblicke in den Alltag in den spätrömischen Provinzen und umfasst Verträge, Anweisungen, Bittschriften (wie das Papyrus Cairo Maspero I 67002), eigene Gedichte des Dioskoros in altgriechischer Sprache, ein Griechisch-Koptisch-Glossar sowie private Aufzeichnungen. Bemerkenswert ist dabei unter anderem der Umstand, dass Dioskoros auch noch Schriften einer Reihe alter und eher abseitiger griechischer Autoren besaß und kannte.